# تل میش بند
تل میش بند مربوط به دوران پیش از تاریخ ایران باستان است و در شهرستان ممسنی، بخش رستم، روستای شوسنی واقع شده و این اثر در تاریخ ۱۲ بهمن ۱۳۸۱ با شمارهٔ ثبت ۷۲۰۹ به‌عنوان یکی از آثار ملی ایران به ثبت رسیده است.